# Уништавање трагова нацистичког злочина на Бубњу
 Уништавање трагова нацистичког злочина на Бубњу била је једна од организованих злочиначких активности окупационе власти у Нишу, која је имала за циљ да уништи трагове четворогодишњих злочиначких активности на простору југоистока Србије.
Због оваквих и сличних активности до сада се научним методама није могло доћи до приближног броја логорисаних а потом стрељаних грађана за време Другог светског рата у окупираној Србији. Самим тим остаће непознат и приближан број погубљених на стратишту Бубањ, претходно заточених у нишком концентрационом логору Црвени крст. Након ових активности окупационе власти, никад нису могли постати име и презиме страдали. Тиме је за сва времена изостао реалан доказ о броју страдалих од нацистичко-фашистичког терора у окупираном Нишу.

## Историја
Да би се обeзбедило повремено пражњење нацистичког логорa Црвени крст у Нишу, стрељањем логораша, шеф Гестапао-а СС капетан Хамер је крајем 1941. године за ову намену одабрао брдо Бубањ, јер претходно коришћена локација Делијски Вис била мали егзекуциони простор, и није била у складу са Упутству од 10. октобра 1941. године којим је прецизирано каква треба да буду места одабрана за стрељање и како треба закопавати убијене.

Део брда Бубањ, као истакнуте брдске маса западне Горице, на периферији Ниша, изабран је за ново место за стрељање. Извршна област је била смештена око 300 метара лево од старог пута Ниш - Лесковац, изнад садашњег споменика. На подручју одручје које је покривало 6 хектара посечена је шума ради боље видљивости и створен одговарајући брисани простор за покушаје бега затвореника. Како је овај простор, пре рата, био војно државно имање, полигон за вежбе окружен јаким стубовима и бодљикавом жицом. Немци су ојачали ограду и поставили стражу, састављену од недићеваца. Приступ месту погубљења био је забрањен, на шта је указивао натпис упозорења на даскама:
„Ко год се беспослен ухвати на  Бубњу биће стрељан".
Након четворогодишње непријатељске окупације (1941—1944) на стратишту Бубањ у Нишу у периоду од 1942 — 1944. године, остали су трагови злочини, над десетак хиљада људи са територије читаве тадашње Југославије, одведених прво на тешке присилне радове, потом у логор на Црвеном крсту и на крају стрељаних на стратишту Бубањ.
Када се средином 1944. године јавила сумња на могућност напуштања Србије у другој половини августа 1944. године, окупационе власти су почеле размишљати о евакуацији, првенствено цивилних установа у земље Трећег рајха, а онда и материјала, сировина и машина. На основу наређења другог човека Трећег рајха Хајнриха Химлера, следила су прва наређења о потпуном повлачењу свих припадника немачке народности за чију реализацију су већ били израђени детаљни планови. У оквиру тих планова био је и план како на најлакши и најбржи начин уништити тела стрељаних и угушених на стратиштима широм окупиране Србије.
У новембру 1943. године у Београду су командант полиције и службе безбедности за Србију СС пуковник Емануел Шефер и командант Главне управе државне безбедности Трећег рајха формирали 1052. Cпецијални одред полиције и службе безбедности са задатком да у највећој тајности уклони трагове масовних злочина немачке окупационе управе широм Србије.
Уништавање трагова и спаљивање лешева на стратишту Бубањ у Нишу започето је приближно у исто време када су уништавани и трагови злочина у Јајинцима код Београда. За ту активност у Ниш је уз Београда од марта до краја јула 1944.године стигло 100 затвореника подељених у три групе, из логора на Бањици, логора на Сајмишту и полицијских затвора:
- Прву групу (15 затвореника) — чинили су заробљени припадници Југословенске војске у отаџбини (ЈВуО) под командом генерала Драгољуба Михаиловића, који су фебруара 1944. године заробљени у Шумадији.[а]
- Другу групу — чинили су заробљени припадници и сарадници Народноослободилачког покрета (НОП-а) из јужне Србије, највише из лесковачког среза (село Подримце), који су заробљени и ухапшени у бугарско-немачкој акцији, у фебруару 1944. године.
- Трећу групу — чинили су заробљени Италијански војници, након капитулације Италије 1943. године.

Затвореници свих група били су у саставу Специјалне радне команде (1005) која је имали задатак да у присуству Немаца униште трагове злочина почињених у Нишу за време нацистичке окупације.

## Уништавање трагова
На уништавању трагова нацистичког злочина на стратишту Бубањ радили су затвореници из састава напред наведених група логораша, међу којима је највише било заробљених Италијана и само неколико логораша из логора Црвени крст. Они су били смештени у логору Црвени крст, одакле су свакодневно камионима одвожени на рад на стратиште Бубањ.

 
Према сведочењу једног од преживелих логораша, који је на Бубњу послуживао немачке подофицире у току овог задатка, цео поступак уништавања трагова злочина одвијао се овако: 
За кремацију ископаних лешева била је конструисана ломача са бетонским стубовима висине 1,5 метар (која  је дотерана возом из Београда).  На овим стубовима причвршћене су челичне решетке а на њих су стављане цепанице премазане смолом и катраном. На ове цепанице пре него што се палила ватра бацало се од 250 до 300 ископаних и извађених лешева. Кремација је врло кратко трајала. Чим би се завршило са једном групом стављане су нове цепанице и бацали нови лешеви. Преко затрпаних јама, из којих су вађени лешеви, сејана је трава, а мали тенк-гусеничар је поравњавао површине.
Такође према изјавама сведока, уништавање трагова злочинаког стрељања окупатора трајало је око два месеца, дој је само спаљивање и сагоревање лешева трајало 21 дан. Пламен са ломаче био је толико јак да је ишао у висину и преко 20 метар, ширећи при томе несносни смрад. Ове чињенице о трајању спаљивања, дужини сагоревања и висини пламена говори о великом броју жртава које је окупатор поубијао на стартишту Бубањ.
Такође накнадно убијени затвореници након стрељања су одмах кремирани.
Радна група на Бубњу чувана је у малој бараци у којој је била пуштена струја тако да је свако бекство било онемогућено.
На крају обављеног задатка, како не би било сведока о овим злочиним, а сви радно ангажовани затвореници су били убијени и потом спаљени.

## Епилог
Добијени пепео спаљених лешева је педантно ситњен и просејаван. Криминалистички секретари су на лицу места прегледавали просејан пепeо и све племените метале слагали у посебне сандуке. Сандуци су паковани и одношени у Берлин у Криминалистичко-технички институт, који је био главно сабиралиште за златне протезе, оквире за наочаре, прстење, сатове и друге драгоцености, које су на овај и сличне начине одузете од затвореника и стрељаних људи широм окупационих подручја.
Према подацима послератне Земаљске комисије за утврђивање ратне штете, кроз концентрациони логор у Нишу је за време окупације прошло око 30.000 затвореника, а 10.000 (процена се креће од 5.000 до 12.000) логораша и затвореника из других затвора у граду стрељано је на Бубњу код Ниша. Према поузданим подацима, до сада је утврђено 3.550 имена стрељаних, до 14. септембра 1944. године.
Тачан број стрељаних на стратишту Бубањ није било могуће утврдити пошто су нацисти уништили трагове злочина.
У знак сећања на ове стравичне догађаје на стратишту Бубањ, прво је ово место обележено 1945. године, а затим је 1950. године изграђена скромна спомен пирамида од притесаног камена са натписом.
Данашњи спомен обележје у облику „Три песнице” дело хрватског вајара Ивана Саболића, откривено је 14. октобра 1963. године на дан обележавања ослобођења Ниша у Другом светском рату. Споменик у облику три песнице различите величине, симболизује страдање деце, жена и мушкараца стрељаних на стратишту Бубањ од 1942 до 1944. године, и према замисли аутора високо уздигнутим песницама сугерише незадрживу продорну снагу напредних стремљења.